# 汞撒利
汞撒利（英語：Mersalyl）是一种有机汞化合物，属于汞利尿药。该药现较少使用，基本己被其他毒性较小，不含汞的利尿剂取代。汞撒利分子中的汞原子为正二价。
汞撒利最早是由同样有利尿作用的氯化亚汞衍生而来。